# CanJet
CanJet – nieistniejąca kanadyjska czarterowa i tania linia lotnicza z siedzibą w Enfield, w prowincji Nowa Szkocja.

## Flota
| Samolot        | Ilość | Pasażerów |
| -------------- | ----- | --------- |
| Boeing 737-800 | 11    | 189       |